# В*А*Л*Т*Е*Р
В*А*Л*Т*Е*Р (енг. W*A*L*T*E*R) је неуспели телевизијски пилот емитован 1984. године, намењен да буде трећа серија изведена од успеха филма Меш. Гери Бургоф који је у оригиналној серији и филму тумачио улогу Радара, обновио је своју улогу, сада као главни карактер. 
В*А*Л*Т*Е*Р је приказан као "Си-Би-Есова Специјална Презентација" 17. јула 1984. године у источним и централним временским зонама у Сједињеним Америчким Државама. На западу државе, ова специјална презентација није емитована, већ је уместо ње емитован скуп Демократске странке Америке.
Радња пилота серије В*А*Л*Т*Е*Р смештена је након завршетка Корејског рата и Радарове камео улоге у серији AfterMASH. У овој епизоди, Радар је продао своју фарму у Ајови и преселио се у Мисури, где је преко друга добио посао у полицијској станици.

## Улоге
- Гери Бургоф - Валтер "Радар" О'Рајли
- Реј Буктеница - Вендел Микелџон
- Викторија Џексон - Викторија
- Нобл Вилингем - водник Сауел
- Мино Пелуче - Елстон Креник
- Клит Робертс - Интервјуер
- Сам Скарбер - Хаскел
- Лајмен Ворд - Бигелоу
- Сара Абрел - Џудит Крејн
- Лари Чедар - Зипкин
- Френсин Гејбл - Лепа девојка
- Викторија Керол - Баблс Синсир
- Џун Бери - Дикси Дево
- Боби Ремсен - Певач
- Дик Милер - Власник позоришта[4]